# Betriebssport
Als Betriebssport bezeichnet man organisierte Sportaktivitäten von Betriebsangehörigen in dazu gegründeten Betriebssportvereinen oder freien Gemeinschaften, so genannten Betriebssportgruppen.

## Ursprung
Die Ausübung von Betriebssport hat seine Wurzeln im sozialen Engagement der Arbeiterbewegungen des ausgehenden 19. Jahrhunderts. Um gegen den roten Arbeitersport ein Gegengewicht zu schaffen, wurden von den Arbeitgebern vor allem der Chemie- und der Montanindustrie eigene Betriebssportgruppen (später -vereine) gegründet. Diese gelben Sportgruppen galten den gewerkschaftsnahen Arbeitersportvereine als größere Gegner als die bürgerlichen Turn- und Sportvereine. In der nationalsozialistischen Zeit wurde der gesamte Betriebs- und betriebsnahe Sport in der Kraft-durch-Freude-Bewegung zusammengefasst. Betriebssport wird heute sowohl in privater Eigeninitiative von Betriebsangehörigen als auch als Angebot des Betriebsrates oder der Geschäftsleitung organisiert. Für die Mitglieder steht der Deutsche Betriebssportverband offen.
Hintergrund ist immer die Pflege der sozialen Kontakte zur Verbesserung der Betriebsatmosphäre und die Förderung der körperlichen Bewegung, um so auch ggf. Beeinträchtigungen des Arbeitsalltags zu kompensieren.

„Die sportliche Betätigung muss geeignet sein, die durch die betriebliche Tätigkeit bedingte körperliche, geistige oder nervliche Belastung auszugleichen.“

## Organisation
Die Sportangebote und Zielsetzungen im Einzelnen sind so vielschichtig wie die Organisation oder teilnehmenden Firmen und reichen von Freizeitangeboten wie Skat und Wandern, Yoga, Tai Chi bis zu Leistungssport (u. a. Profifußballer von Bayer 04 Leverkusen). In einigen Sportarten, vor allem im Bowling, Golf, Volleyball und Fußball, bzw. Hallenfußball, richten der Deutsche Betriebssportverband und seine Landesbetriebssportverbände (LBSV) eigene deutsche bzw. Landesmeisterschaften aus. In vielen Fällen ist der Betriebssport, seine Organisation, Förderung und die Möglichkeiten der Teilnahme Gegenstand entsprechender innerbetrieblicher Vereinbarungen.
In Deutschland gibt es ca. 400.000 aktive Betriebssportler.
Betriebssportler und Betriebssportfreunde können entweder als Einzelmitglieder einem Kreis-, Bezirks- oder Landesverband oder aber einer der Betriebssportgemeinschaften/Betriebssportvereine/Sportgemeinschaften beitreten. Die sind in einem der Landesbetriebssportverbände unter dem Deutschen Betriebssportverband e. V. als Dachverband organisiert. Letzterer, ein Mitglied des Deutschen Olympischen Sportbundes(DOSB), vertritt die Interessen des Betriebssports gegenüber Fachorganisationen, Staat und Kommunen.
Die Landesbetriebssportverbände übernehmen organisatorische Beratung sowie die Aus- und Weiterbildung von Übungsleitern.

## Versicherung
Da die Berufsgenossenschaften oft für Unfälle beim Betriebssport nicht haften, bieten die LBSV eine speziell auf die Belange des Betriebssports ausgerichtete Versicherung an. Ansonsten haften die BGen unter bestimmten Bedingungen.
1. Der Sport muss Ausgleichs- und nicht Wettkampfcharakter haben.
2. Er muss regelmäßig stattfinden.
3. Der Teilnehmerkreis muss im Wesentlichen auf Angehörige des Unternehmens bzw. der Unternehmen, die sich zu einer Betriebssportgemeinschaft zusammengeschlossen haben, beschränkt sein.
4. Übungszeit und -dauer müssen in einem dem Ausgleichszweck entsprechenden Zusammenhang mit der betrieblichen Tätigkeit stehen.
5. Es muss ein klarer organisatorischer Bezug zum Unternehmen bestehen.

Treffen diese Punkte übereinstimmend zu, so ist ein Betriebssport zu bejahen und im Falle einer Verletzung ein „Arbeitsunfall“ gegeben.
Nach Meinung des Sozialgerichts Detmold (Az.: S 14 U 152/08) ist im Rahmen sportlicher Betätigung an Hochschulen auch die Teilnahme am allgemeinen Hochschulsport als Betriebssport geschützt. Davon sind aber nur Veranstaltungen erfasst, die im Vorlesungsverzeichnis aufgelistet sind. Ein jährlich veranstaltetes Fußball-Traditionsturnier, welches an einer Fachhochschule durchgeführt und organisiert wird, stellt laut Gericht keine Veranstaltung im Rahmen des allgemeinen Hochschulsports dar. Denn vereinzelte Wettkämpfe gegen Teams anderer Betriebssportgemeinschaften dienen nach Ansicht des Gerichts im Wesentlichen den eigenen Interessen der Teilnehmer. Wenn sich einer der Teilnehmer verletze, könne die Unfallkasse daher für Leistungen – etwa die Gewährung von Verletztengeld – nicht in Anspruch genommen werden.

## Betriebssport in der DDR
In der DDR löste der Betriebssport um 1950 den zuvor kommunal organisierten Sport ab. Fast sämtliche Sportgemeinschaften waren bis zur Wende und friedlichen Revolution mit einem Trägerbetrieb verbunden, der die Finanzierung seiner Betriebssportgemeinschaft übernahm. Die Mitgliedschaft einer Betriebssportgemeinschaft war aber nicht an eine Tätigkeit in dem jeweiligen Trägerbetrieb gebunden, sondern konnte frei nach den angebotenen Sportarten gewählt werden.